# Bahamas nos Jogos Olímpicos de Verão de 1976
As Bahamas competiram nos Jogos Olímpicos de Verão de 1976 em Montreal, Canadá.

## Resultados por Evento

### Atletismo
Salto em distância masculino
- Fletcher Lewis
  - Classificatória — 7,73 m
  - Final — 7,61 m (→ 11º lugar)

Revezamento 4x100m masculino
- Danny Smith, Walter Callender, Clive Sands, e Leonard Jervis
  - Eliminatórias — 40.47s
  - Semifinais — 40.53s (→ não avançou)

100 metros feminino
- Shonel Ferguson
  - Eliminatórias — 12.26s (→ não avançou, 27º lugar)

'Salto em distância feminino
- Shonel Ferguson
  - Classificatória — 5,62 m (→ não avançou, 28º lugar)